# Черниговка (Чишминский район)
Черниговка (баш. Черниговка) — село в Чишминском районе Башкортостана, относится к Аровскому сельсовету. 
Находится на правом берегу реки Дёмы, в 550 метрах от деревни Бочкарёвка.

## Население
| 2002 | 2009 | 2010 |
| ---- | ---- | ---- |
| 118  | ↘115 | →115 |

Национальный состав
Согласно переписи 2002 года, преобладающая национальность — русские (58 %).

## Географическое положение
Расстояние до:
- районного центра (Чишмы): 20 км,
- центра сельсовета (Арово): 3 км,
- ближайшей ж/д станции (Пионерская): 1.5 км.

## Известные уроженцы
- Павел Рюрикович Качка́ев (4 октября 1951 — 5 мая 2025) — российский государственный и общественный деятель. Депутат Государственной думы VI и VII созыва, заместитель председателя комитета Госдумы по жилищной политике и жилищно-коммунальному хозяйству, член фракции «Единая Россия»[5]. С 2006 по 2011 год — глава Администрации городского округа город Уфа Республики Башкортостан.